# Catacombe van Sint-Calixtus

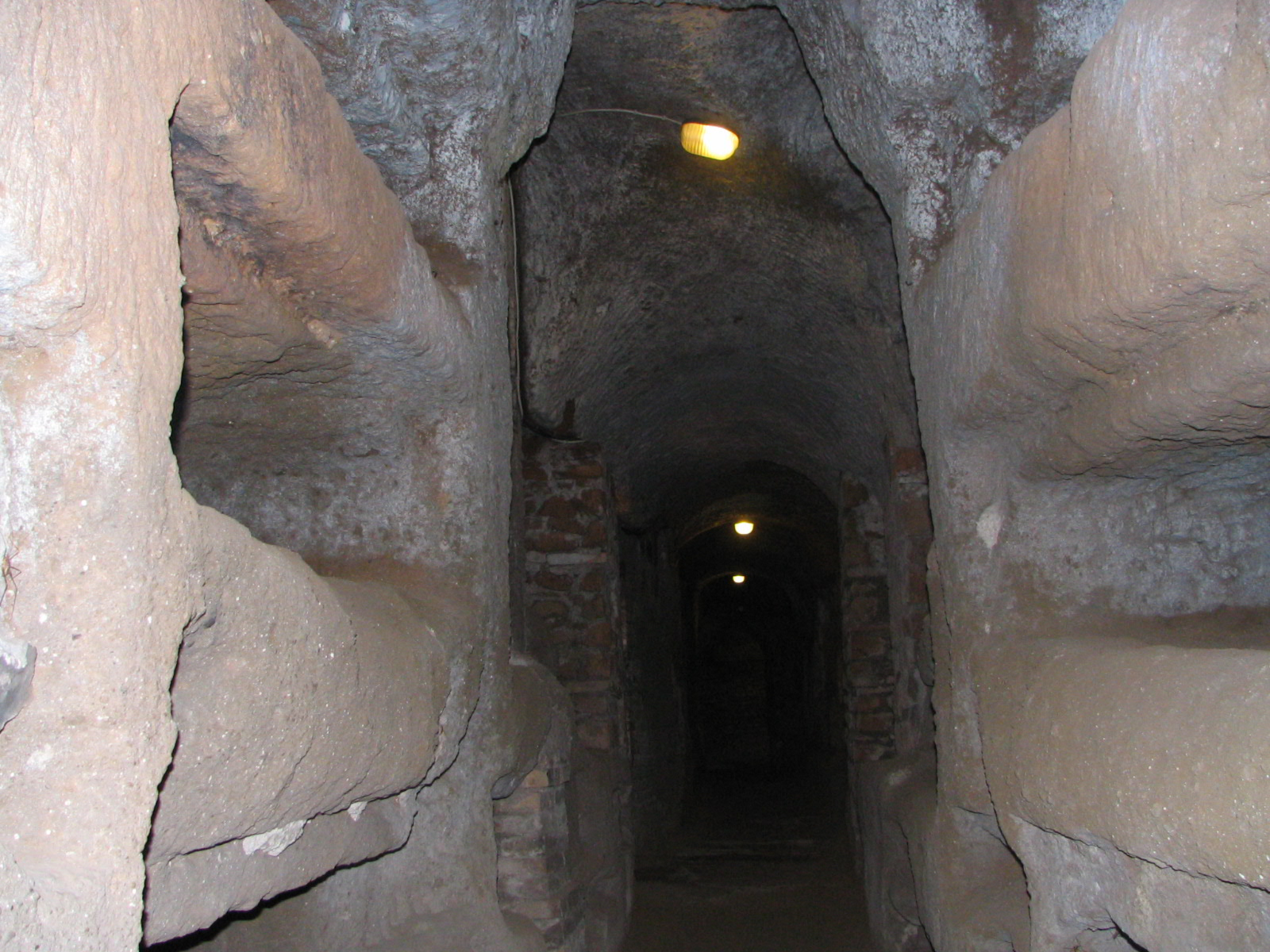
Gang in de Catacomben van Sint-Calixtus

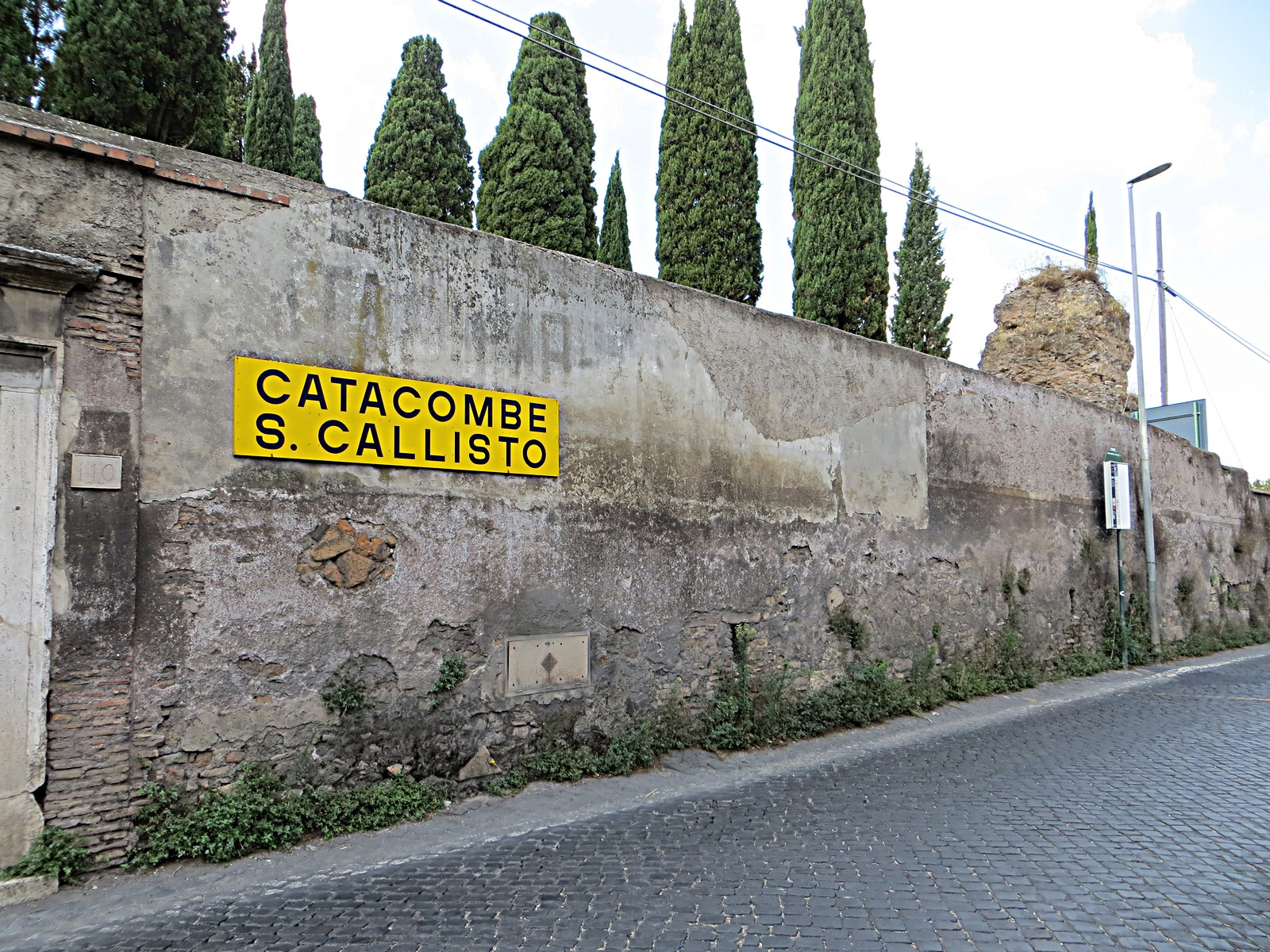
Ingang van de catacombe

De catacombe van Sint-Cal(l)ixtus (Italiaans: Catacombe di San Callisto) is een van de catacombecomplexen in de Italiaanse stad Rome. De catacombe ligt aan de Via Appia ten zuidoosten van de oude stad. Ze werden gegraven aan het einde van de 2e eeuw. In 1854 werd de catacombe herontdekt door de archeoloog Giovanni Battista de Rossi; hij noemde het stelsel "het kleine Vaticaan, het centrale monument van al de christelijke kerkhoven", verwijzend naar de Pauscrypte in deze catacombe. Achter de Pauscrypte ligt de Ceciliacrypte en niet ver van beide cryptes liggen de Cubicula van de Sacramenten.

## Toponiem
De catacombe ontleent haar naam aan Calixtus I die door paus Zefyrinus aangesteld was voor het beheer van de begraafplaats. Na op zijn beurt de pauselijke troon te hebben beklommen, breidde Calixtus het begrafeniscomplex uit, dat al snel de officiële werd van de kerk. In 236 werd ook Calixtus die in 222 in Sardinië stierf er begraven.

## Geschiedenis
Aanvankelijk was de grafkelder aangelegd als privé-crypte. Na schenking van deze ruimte aan de Kerk van Rome werd de crypte herbouwd en omgevormd tot begraafplaats van de pausen. In het totaal werden er zestien pausen in de catacomben begraven waarvan negen in de Catacombe van Sint-Calixtus. In deze crypte werden negen pausen begraven en acht bisschoppen uit de 3e eeuw. Hun namen zijn er in het Grieks geschreven, volgens het officieel gebruik van de Kerk van die tijd.
In de 4e eeuw veranderde paus Damasus I de crypte in een onderaards kerkje. Hij liet er een altaar plaatsen, waarvan nu nog de marmeren basis te zien is. In de zoldering liet hij een lichtkoker bouwen. Op de twee kolommen uit de 4e eeuw werd een architraaf geplaatst, waaraan bronzen lampen hingen ter ere van de martelaren.
Tijdens de Gotische Oorlog (535-554) in de zesde eeuw werden de toegangen tot de meeste catacomben afgesloten en verborgen om ze op die manier te kunnen behouden. Aan het einde van de achtste, begin negende eeuw werden in de strijd tussen het Byzantijnse Rijk, het Longobardische Rijk en het Frankische Rijk ook de laatste catacomben gesloten. Hierdoor geraakten ze tot 1854 in de vergetelheid. Enkel de catacombe van Sint-Sebastiaan waarvan de enige bewaarde ingang door de basiliek van Sint-Sebastiaan buiten de Muren beter beschermd was, ontging dit lot. Het beheer van de Calixtus-catacombe is sinds 1930 toevertrouwd aan de salesianen van Don Bosco.

## Beschrijving
De galerijen, waar meer dan vijftig martelaren en zestien pausen werden begraven, maken deel uit van een begraafplaatsencomplex van vijftien hectare en een lengte van bijna twintig kilometer. De oudste kernen zijn de crypten van Lucina en het gebied die bekend staat als dat van de pausen en de heilige Cecilia, waar enkele van de meest heilige herinneringen aan de plaats zijn bewaard (de Pauscrypte en Ceciliacrypte en de Cubicula van de Sacramenten); de andere gebieden heten Sint-Caio en Sint-Eusebius (uit het einde van de derde eeuw), West (uit de eerste helft van de vierde eeuw) en Liberiana (uit de tweede helft van de vierde eeuw).

### Pauscrypte
Een moderne trap, gebouwd op de plaats van de oude van paus Damasus I, geeft toegang tot het gebied van de pausen, waar men de gelijknamige crypte kan bezoeken, waar negen pausen en misschien acht leden van de kerkelijke hiërarchie werden begraven: in de muren zijn de originele inscripties in het Grieks van de pausen Pontianus, Anterus, Fabianus, Lucius I en Eutychianus. De metrische inscriptie voor het graf van paus Damasus I is gegraveerd in tekens die zijn gemaakt door de kalligraaf Furius Dionysius Filocalus.

### Graf van Sint-Cecilia en de cabines van de sacramenten
In de aangrenzende crypte bevindt zich het graf van Sint-Cecilia, waarvan de relikwieën in 821 door paus Paschalis I werden verwijderd. De vroege 9e-eeuwse fresco's op de muren tonen de biddende Sint-Cecilia, de buste van de Verlosser en paus Urbanus I. Niet ver weg bevindt zich een galerij uit het einde van de tweede eeuw die toegang geeft tot de Cubicula van de Sacramenten. Deze bevatten fresco's uit de eerste helft van de derde eeuw die verwijzen naar de doop, de eucharistie en de wederopstanding.

### Andere gebieden van belang
In het naburige gebied dat bekend staat als Sint-Miltiades, heeft de Sarcofaag van het Kind een voorhoofd gebeeldhouwd met bijbelse verhalen. In het gebied van de heiligen Cajus en Eusebius zijn er enkele verschillende crypten, de ene tegenover de andere, die de graven van de pausen Cajus herbergen (met een inscriptie) en Eusebius. Eusebius stierf op Sicilië, waar hij door Maxentius werd verbannen en naar Rome verhuisde tijdens het pontificaat van Miltiades. Op een marmeren kopie van het einde van de 4e eeuw (waarvan de originele fragmenten zich aan de andere kant bevinden) is er een Damasiaanse inscriptie met de herinnering aan het schisma dat door Heraclius was opgeworpen over de kwestie van lapsi.
Als men door de galerij loopt, komt men achtereenvolgens de crypte van de martelaren Calocero en Partenio tegen en de dubbele kamer van Severus, die een ritmische inscriptie bevat (uiterlijk 304) waarin de bisschop van Rome Marcellinus voor het eerst paus wordt genoemd en het geloof wordt beleden van de uiteindelijke opstanding. In een meer afgelegen gebied bevindt zich het graf van paus Cornelius. Zijn graf heeft de originele inscriptie met de titel van martelaar en, op de zijkanten, prachtige schilderingen met Byzantijnse stilistische karakters uit de zevende en achtste eeuw, die de pausen Sixtus II en Cornelius en de Afrikaanse bisschoppen Cyprianus en Ottato uitbeelden.
In een nabijgelegen kamer bevinden zich enkele van de oudste fresco's van de Romeinse catacomben (eind 2e - begin 3e eeuw): op het plafond een Goede Herder met oranti en op de achterwand twee vissen met een mand met broden op de rug, symbool van de Eucharistie.

## Pausen begraven in de catacomben
In de Catacombe van Sint-Calixtus werden 16 pausen begraven, hoewel het zeker niet de begraafplaats van San Zefirino is:
- Zefyrinus
- Urbanus I
- Pontianus (230-235)
- Anterus (235-236)
- Fabianus (236-250)
- Cornelius
- Lucius I (253-254)
- Stefanus I (254-257)
- Sixtus II (257-258)
- Dionysius (259-268)
- Felix I (269-274)
- Eutychianus (275-283)
- Cajus
- Eusebius
- Miltiades
- Damasus I

In de catacombe zijn er geen menselijke resten meer (althans in het gebied dat al is opgegraven), aangezien de superintendent heeft besloten alle overblijfselen naar de basiliek van Santa Prassede te verplaatsen om te voorkomen dat toeristen de begrafenissen ontheiligen door fragmenten en relikwieën te verwijderen.